# Hugo Hermes
Hugo Hermes (* 4. Mai 1837 in Meyenburg; † 9. Juni 1915 in Saßnitz) war ein deutscher Kaufmann, Politiker und Mitglied des Deutschen Reichstags.

## Leben
Hermes besuchte die Realschule I. Ordnung in Perleberg und verließ diese vorzeitig und wurde Kaufmann. Er war mehrere Jahre in Magdeburger Engros-Geschäften tätig und war Mitinhaber des 1861 gegründeten und 1876 aufgelösten Waren-Kommissions-Geschäftes unter dem Firmennamen Hermes und Hey. Danach verwaltete er seinen Grundbesitz.
Von 1877 bis 1895 war er Mitglied des Preußischen Abgeordnetenhauses und von 1877 bis 1887 und 1890 bis 1893 des Deutschen Reichstags für verschiedene Wahlkreise und die Deutsche Fortschrittspartei bzw. die Deutsche Freisinnige Partei.
Zusammen mit seinem Bruder Otto Hermes und mit Ludolf Parisius zählte Hermes lange Jahre zum engsten politischen Kreis um Eugen Richter. In der Deutschen Freisinnigen Partei übte er zeitweise die Funktion des Kassenverwalters aus.
Nach seinem Ausscheiden aus dem Preußischen Abgeordnetenhaus zog sich Hugo Hermes 1895 ins Privatleben zurück. Er starb 1915 im Alter von 78 Jahren auf seinem Landsitz in Saßnitz.